# 潟南村
潟南村（かたなみむら）は、かつて新潟県西蒲原郡にあった村。1901年11月1日の合併によって消滅し、現在は新潟市西蒲区の一部となっている。
以下の記述は合併直前当時の旧潟南村に関しての記述であり、現在では名称等が異なる場合がある。なお、ここに記述されていない内容に関しては新潟市などの記事を参照。

## 沿革
- 1889年（明治22年）4月1日 - 町村制施行に伴い西蒲原郡赤鏥村、潟頭村、河井村、柿島村、山島村新田が合併し、潟南村が発足。
- 1901年（明治34年）11月1日 - 西蒲原郡漆山村、馬堀村、佐渡山村（一部）と合併し、漆山村を新設して消滅。

## 地域
潟南村は、合併した村名を継承する以下の大字で構成される。
赤鏥（あかさび）

1889年（明治22年）まであった赤鏥村の区域。現在の新潟市西蒲区赤鏥。
潟頭（がたがしら）
1889年（明治22年）まであった潟頭村の区域。現在の新潟市西蒲区潟頭。
河井（かわい）

1889年（明治22年）まであった河井村の区域。現在の新潟市西蒲区河井。
柿島（かきじま）

1889年（明治22年）まであった柿島村の区域。現在の新潟市西蒲区柿島。
山島（やまじま）

1889年（明治22年）まであった山島村新田の区域。現在の新潟市西蒲区山島。